# مانويل ميخوتو غونزاليز
مانويل ميخوتو غونزاليس (بالإسبانية: Manuel Enrique Mejuto González)، من مواليد 16 ابريل 1965 في لافيلغويرا في إسبانيا، حكم كرة قدم إسباني دولي. وقد حكم في كأس الأمم الأوروبية لكرة القدم 2004.

## إنجازاته
- من أكثر الحكام قيادة لكلاسيكو إسبانيا (13 مرة).
- من أكثر الحكام قيادةً لمباريات نهائي كأسي الملك والسوبر (11 مرة).
- أكثر من حاز على جائزة أفضل حكم في إسبانيا (9 مرات 4 منها متتالية 2004-2005-2006-2007)

## روابط خارجية
- مانويل ميخوتو غونزاليز على موقع Soccerway.com (الإنجليزية)